# Per Drejare
Per Drejare, född 9 maj 1958, död 18 maj 2024,  var en svensk fotograf, verksam i Helsingborg som frilansfotograf och fotolärare och bror till Olle Drejare. Han bidrog med omslagsbilder till många skivor utgivna av Svenska Popfabriken i Klippan. Tillsammans med fotografen Torbjörn Helgesson gav han 1994 ut boken "Två marknader" som dokumenterade marknaderna i Sjöbo och Kivik.
Drejare medverkade vid flera utställningar och hans bilder från Svenska popfabriken var i centrum vid utställningen om Klippanpopen som visades på Dunkers kulturhus i Helsingborg 2007. I samband med utställningen publicerades boken "En flugskit i kosmos" av Göran Holmquist med Per Drejares fotografier. Hela hans bildarkiv har donerats till Helsingborgs museum.